# Günther Dammann

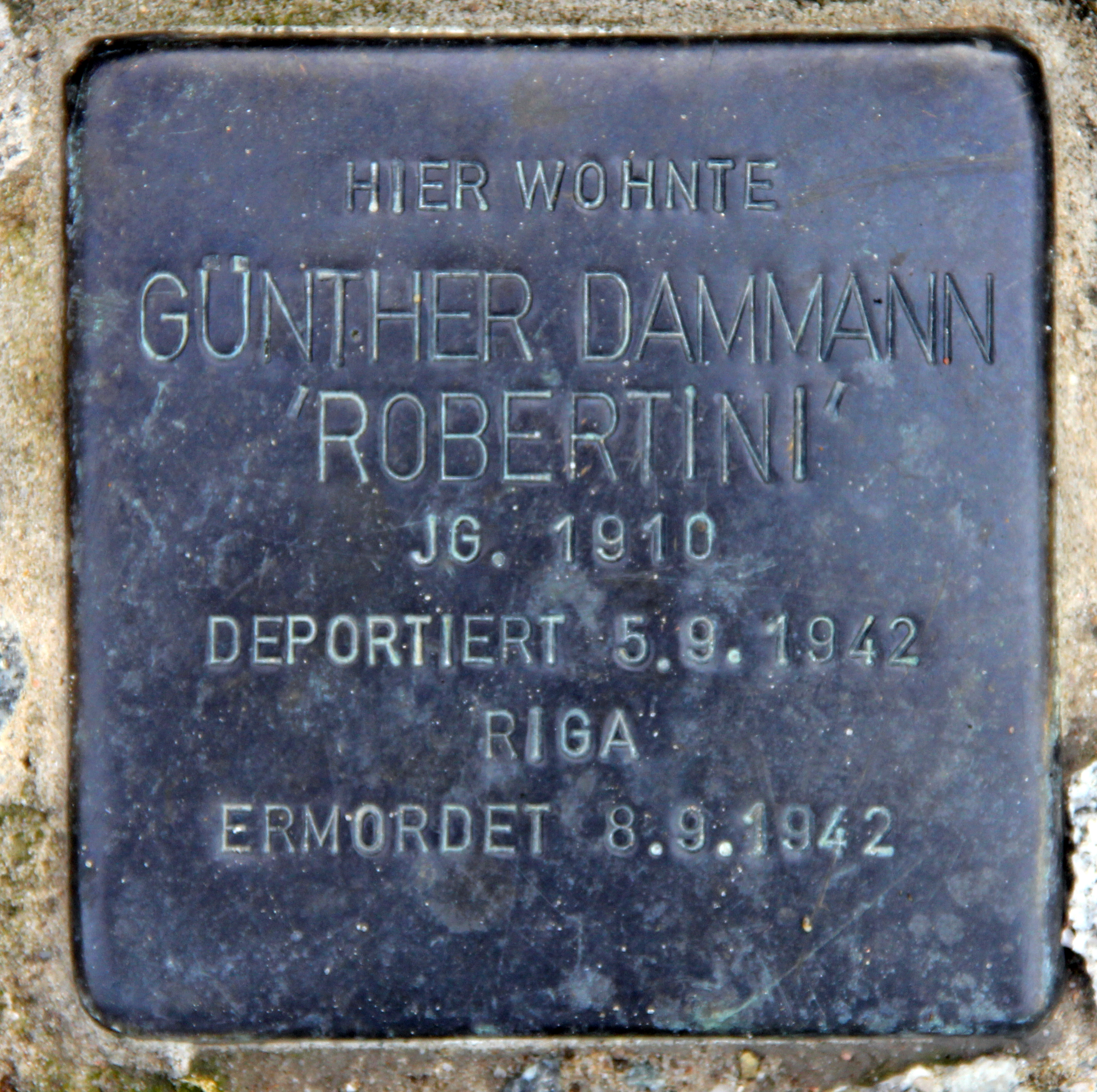
Stolperstein am Haus, Wissmannstraße 17, in Berlin-Grunewald

Günther Dammann (geboren 8. März 1910 in Berlin; gestorben 8. September 1942 im KZ Riga-Kaiserwald) war ein deutscher jüdischer Zauberkünstler und Autor.

## Leben
Günther Dammann, Sohn des Bankiers und Vorstandsmitglieds im Synagogenverein Grunewald Emil Dammann (1871–1937) und seiner Ehefrau Agnes geb. Mosheim (1886–1936), begann mit 14 Jahren sich für die Zauberkunst zu interessieren und trat unter dem Bühnennamen „Robertini“ auf.
Nach dem Abitur studierte er von 1928 bis 1933 Nationalökonomie, Geschichte und Philosophie in Berlin und München, um danach in der Bank seines Vaters zu arbeiten.
Mit 21 Jahren trat er dem Verein Magischer Zirkel von Deutschland bei und schrieb für das Organ Magie diverse Artikel zur Geschichte der Zauberkunst. Der seinerzeit sehr erfolgreiche und ebenfalls jüdische Illusionist Chevalier Ernest Thorn wurde sein Freund, Mentor und Lehrer.
In der Zeit von 1933 bis 1937 veröffentlichte Dammann drei für die Zauberkunst grundlegende Werke.
Am 5. September 1942 wurde Dammann nach Riga deportiert, wo er drei Tage später ermordet wurde.

## Stolperstein
Am 4. Oktober 2010 wurde auf Initiative des Berliner Magischen Zirkels unter Leitung von Peter Schuster für Günther Dammann der 1000. Stolperstein in Charlottenburg-Wilmersdorf in der Wissmannstr. 17 (später umbenannt in Baraschstraße) verlegt.

## Veröffentlichungen
- Die Juden in der Zauberkunst, Berlin 1933 (ursprünglich Die Juden in der Taschenspielerkunst)
- Meister der Zauberkunst – Lebensgeschichten berühmter Zauberkünstler, Wien 1936
- Zauberkunst und Zauberkünstler – Ein Lese-, Lehr- und Nachschlagebuch, Wien 1937